# Theristus bipunctatus
Theristus bipunctatus is een rondwormensoort uit de familie van de Xyalidae. De wetenschappelijke naam van de soort is voor het eerst geldig gepubliceerd in 1906 door Schneider.